# Développement territorial
Pour les articles homonymes, voir Développement.
La naissance de la notion de développement territorial renvoie à de multiples acceptions possibles du développement et relève de diverses définitions possibles du territoire. Il est maintenant admis qu'elle élargit, diversifie et approfondit celles de développement local (Pecqueur (B.), 1989)), de développement régional, d'aménagement du territoire, voire les dépasse.

## Définitions
Il a été proposé plusieurs définitions :
- « Le développement territorial est un processus volontariste cherchant à accroitre la compétitivité des territoires en impliquant les acteurs dans le cadre d'actions concertées, généralement transversales et souvent à forte dimension spatiale » (Baudelle (G.), Guy (C.), Mérenne-Schoumaker (B.), 2011, p. 246)[2] ;

- « Plus qu’un système productif territorialisé, un territoire en développement est une stratégie collective qui anticipe les problèmes et secrète les solutions correspondantes » (Greffe (X.), 2002, p. 97)[3].

- « Processus durable de construction et de gestion d'un territoire, à travers lequel la population de celui-ci définit, au moyen d'un pacte sociopolitique et de la mise en place d'un cadre institutionnel approprié au contexte, son rapport à la nature et son mode de vie, consolide les liens sociaux, améliore son bien-être et construit une identité culturelle qui a sa base matérielle dans la construction de ce territoire. » (Peemans (J.-Ph.), 2008, p. 31)[4]

## Évolutions
L'histoire du développement territorial en France s'est accélérée avec la création de la Délégation interministérielle à l'aménagement du territoire et à l'attractivité régionale en 1963. Elle s'amplifiée dans le milieu des années 1990 lorsque la politique d’aménagement du territoire devient "d’aménagement et de développement des territoires" (LOADT-1995) puis d'aménagement et de développement durable du territoire (Loi Voynet, 1999). Ensuite l'Union européenne en fait un de ses outils privilégiés (Alvergne (Ch.), Taulelle (Fr.), 2002; Conseil de l’Europe, 2007). Au départ, dans la décennie 90, il fallut inventer de nouveaux dispositifs d’interventions ciblées pour les politiques publiques territoriales et organiser la mise en concurrence dans l’accès à la ressource financière qui se raréfiait. Le développement territorial était alors directement associé à une intervention à base de "projet de territoire", portée par des collectifs d'acteurs sur des territoires existants. Ce qui était visé alors (moindres coûts pour autant d’effets) était tout autant structurel qu’organisationnel : le développement territorial devait accompagner la mutation des institutions de l'État (réforme territoriale, territorialisation des politiques publiques et décentralisation) et la transformation de ses instruments pour agir (réforme des fonds -FNADT, FEDER/FEADER- et réforme des procédures avec le renforcement de l'échelon régional). Mais la notion de développement territorial s'est rapidement étendue à d'autres dimensions en portant notamment une attention toute particulière aux attentes, souhaits, exigences et/ou besoins de « la population ».
Si, dans les années 1960 et 70, les usages et besoins étaient considérées comme connus par la puissance publique et les réponses fournies directement par l'État (« les urbains stressés ont besoin de nature : les Parcs naturels régionaux sont inventés » ; « les grandes entreprises cherchent, pour s’installer, des espaces avec main d’œuvre à proximité : les métropoles d’équilibre sont inventées » ; « les Français pâtissent d'enclavement dans certaines régions : un plan autoroutier est mis en œuvre »), alors il n'était pas nécessaire de recourir aux territoires, sinon comme objets déclinant ce qu'était l'aménagement du territoire (national). Avec le développement territorial, la diversité et la multiplicité des territoires (au pluriel) est reconnue. Les territoires sont alors dotés d'une certaine autonomie pour définir leurs propres besoins, les acteurs territoriaux d'une compétence pour mettre en œuvre leurs propres projets, les organisations territoriales d'une légitimité pour inventer de nouvelles solutions.
Aujourd'hui, les besoins des habitants, usagers, citoyens sont considérés comme des demandes potentielles que les territoires doivent formuler (diagnostiquer) et participer à trouver des réponses adaptées. Les États doivent, quant à eux, s'assurer qu'une offre en procédures, en dispositifs, en instruments, bref en cadres et en organisations, puisse être fournie à ces territoires pour qu'ils agissent (le programme européen LEADER cherche à mettre en valeur, un peu partout en Europe, la qualité des produits et des services locaux que le nouveau tourisme réclame ; le Grenelle de l'environnement est une offre répondant à la demande de villes plus vivables partout en France ; de nombreuses régions financent des contrats de développement avec de nombreux territoires organisés ; ...).
En acceptant le développement territorial comme un modèle d'intervention pertinent, l'État reconnaît aux territoires une certaine légitimité. En tant que collectifs admis, ceux-ci deviennent à la fois des institutions politiques compétentes pour représenter une demande sociale réelle et satisfaire son développement.

## De nouvelles approches
De nombreux travaux scientifiques ont construit progressivement de nouvelles approches et propositions théoriques permettant de poursuivre les réflexions sur ces questions particulières qui sont aussi des problèmes pour les acteurs territoriaux :
- autour des questions de l'action (Gumuchian (H.), Grasset (E.), Lajarge (R.), Roux (E.), 2003)[7] ;
- à partir des actions de territorialisation et d'ancrage des entreprises (exemples de thèses de doctorat sur le sujet)[8],[9],[10]
- à partir d'une analyse de l'économie résidentielle, présentielle et productivo-résidentielle (Davezies (L.), Talandier (M.), 2009)[11] ;
- dans la suite des travaux sur la planification territoriale et spatiale (Adams (N.), Cotella (G.), Nunes (R.) (dir.), 2011)[12]
- avec des propositions sur le renouveau des sciences territoriales (Massicotte Guy (dir), 2008[13] ; Beckouche (P.), Grasland (Cl.), Guérin-Pace (F.), Moisseron (J.-Y.) (dir.), 2012[14] ; Lajarge (R), 2012[15])
- en poursuivant les recherches sur l'innovation sociale (Moulaert (Fr.), Nussbaumer (J.), 2008[16] ; Bellemare (G.), Klein (J.-L.), 2011[17]
- en analysant les pratiques et l'usage du terme développement territorial dans d'autres contextes ailleurs dans le monde (voir notamment en Amérique latine : S. Velut[18] ; en Afrique : B. Antheaume et F. Giraut[19] ; en Amérique du Nord : M.-U. Proulx[20].